# Private Collection
Private Collection es el tercer álbum del dúo Jon and Vangelis, publicado en 1983. Poco antes de la publicación del álbum, se lanzó el sencillo He is Sailing.

## Lista de canciones
Todas las letras escritas por Jon Anderson, toda la música compuesta por Vangelis. 
| Lista de canciones |                             |          |  |
| N.º                | Título                      | Duración |  |
| 1.                 | «Italian Song»              | 2:53     |  |
| 2.                 | «And When the Nights Comes» | 4:35     |  |
| 3.                 | «Deborah»                   | 4:54     |  |
| 4.                 | «Polonaise»                 | 5:24     |  |
| 5.                 | «He is Sailing»             | 6:47     |  |
| 6.                 | «Horizon»                   | 22:53    |  |

## Personal

### Músicos
- Jon Anderson: voz
- Vangelis: teclados, sintetizadores, programación
- Dick Morrissey: saxofón

### Producción
- Vangelis: producción y arreglos

## Posición en las listas de éxito
| País           | Lista                | Año  | Posición más alta |
| -------------- | -------------------- | ---- | ----------------- |
| Estados Unidos | Billboard Pop Albums | 1983 | 148               |
| Reino Unido    | UK Albums Chart      | 1983 | 22                |